# Atrichornis clamosus
L'uccello dei cespugli chiassoso (Atrichornis clamosus Gould, 1844) è un uccello passeriforme della famiglia degli Atricornitidi.

## Etimologia
Il nome scientifico della specie, clamosus, deriva dal latino e significa "rumoroso", in riferimento agli alti richiami che questi animali sono soliti emettere: il loro nome comune altro non è che la traduzione di quello scientifico.

## Descrizione

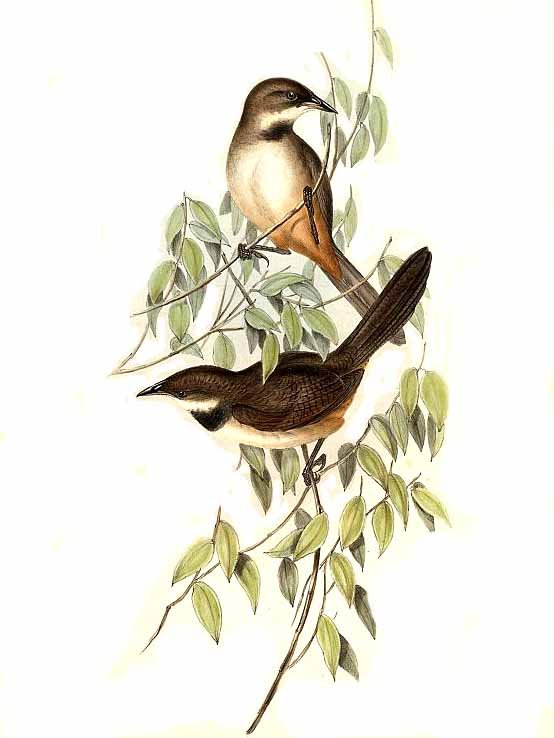
Illustrazione a cura di John Gould.

### Dimensioni
Lungo 19,5–23 cm di lunghezza, per un peso di 34-60 g: a parità d'età, i maschi sono più grandi delle femmine anche di un quarto e pesanti fin quasi il doppio di esse.

### Aspetto
Si tratta di uccelli dall'aspetto robusto, con grossa testa che sembra direttamente incassata nel corpo, becco conico lungo e appuntito, lunghe e poderose zampe, corte ali arrotondate e coda piuttosto lunga e rastremata.
ll piumaggio è di color bruno scuro su fronte, vertice, nuca, dorso, ali e coda, con presenza di strette righe trasversali nerastre e di sfumature color ruggine su groppa e codione: faccia e guance sono di colore bruno-castano, separato dal bruno dorsale da un sopracciglio bruno-giallastro, ed i fianchi sono dello stesso colore della faccia. Gola parte superiore e laterale del petto sono di colore bianco e dello stesso colore è la parte centrale del ventre, mentre il petto in sé è di colore grigio scuro.

Il dimorfismo sessuale è evidente anche se non estremo, con la femmina che manca del grigio sul petto, che è bianco come la gola ed il ventre.
In ambedue i sessi il becco e le zampe sono di colore nerastro, mentre gli occhi sono di colore bruno-rossiccio.

## Biologia
Si tratta di uccelli dalle abitudini di vita essenzialmente diurne, che passano la maggior parte della giornata al suolo, muovendosi velocemente fra la densa vegetazione erbosa e cespugliosa: ciascun esemplare occupa e difende un proprio territorio, tuttavia i territori dei maschi e quelli delle femmine (che sono più piccoli anche di un quinto) possono sovrapporsi nelle aree periferiche, o addirittura i territori delle seconde possono essere completamente inclusi in quelli dei primi.
A dispetto della loro estrema timidezza, che li rende difficilissimi da osservare in natura, gli uccelli dei cespugli chiassosi (come del resto intuibile sia dal Nome comune che dal nome scientifico) sono relativamente facili da udire nei posti in cui sono presenti, in quanto emettono frequentemente alti richiami a scopo territoriale. Tali richiami sono fischianti e molto melodiosi, descritti come simili al canto dell'usignolo, e spesso vengono emessi in ventriloquio: gli uccelli dei cespugli chiassosi, inoltre, sono degli ottimi imitatori, includendo fra i propri richiami le imitazioni di altri uccelli e suoni della foresta.

### Alimentazione
Gli uccelli dei cespugli chiassosi hanno una dieta essenzialmente insettivora, nutrendosi di un'ampia varietà di insetti ed altri piccoli invertebrati, sembrando mostrare predilezione per le formiche.

### Riproduzione
La stagione riproduttiva va da aprile a ottobre, durante l'inverno australe, con la maggior parte delle nidificazioni che avviene in giugno. I maschi sono poligini, e dopo l'accoppiamento si disinteressano completamente dell'evento riproduttivo, che è a completo carico della femmina: ciononostante, in virtù del fatto che spesso i territori delle femmine sono inclusi in quelli dei maschi, è verosimile pensare che questi ultimi difendano indirettamente anche le femmina in cova nello scacciare gli intrusi dal proprio territorio.
Il nido ha forma globosa e viene costruito in basso fra i cespugli o le siepi con rametti, foglie e corteccia: al suo interno, foderato con materiale vegetale in putrefazione, la femmina depone solitamente un singolo uovo (più raramente due), che cova per un tempo eccezionalmente lungo (36 giorni).

Il pulcino è cieco ed implume alla schiusa: esso viene imbeccato e accudito dalla femmina per circa 4-6 settimane, al termine delle quali è pronto per rendersi indipendente ed allontanarsi: generalmente, i giovani uccelli dei cespugli chiassosi si disperdono in un raggio inferiore ai 10 km dal luogo di nascita.
Questi uccelli raggiungono la maturità sessuale eccezionalmente tardi (5 anni) in relazione alla loro taglia: si suppone pertanto che siano particolarmente longevi.

## Distribuzione e habitat
L'uccello dei cespugli chiassoso è endemico della punta sud-occidentale dell'Australia Occidentale, dove la specie fu riscoperta con un'unica popolazione a Two Peoples Bay, nei pressi di Albany: da allora questi uccelli sono stati reintrodotti in altre località nelle regioni di Great Southern (Bald Island, Waychinicup e Porongurup, anche se quest'ultima è stata probabilmente spazzata via da un bushfire) e di Peel (Waroona).
Questi uccelli sono estremamente selettivi in termini di habitat, abitando unicamente la foresta umida primaria subtropicale o temperata sopra i 600 m di quota, con canopia chiusa a 5–15 m d'altezza e denso sottobosco e spesso strato di materiale vegetale in decomposizione al suolo: tali condizioni di copertura vegetali sono rinvenibili unicamente nelle aree in ripresa dai bushfire o dal disboscamento selettivo da più di due anni, ed effettivamente tutte le aree colonizzate da questi uccelli sono state soggette a tali eventi durante i 50 precedenti al loro arrivo.

## Tassonomia
Alcuni autori riconoscerebbero una sottospecie campbelli dell'area di King George Sound, che però appare indistinguibile dalla popolazione nominale.

## Conservazione

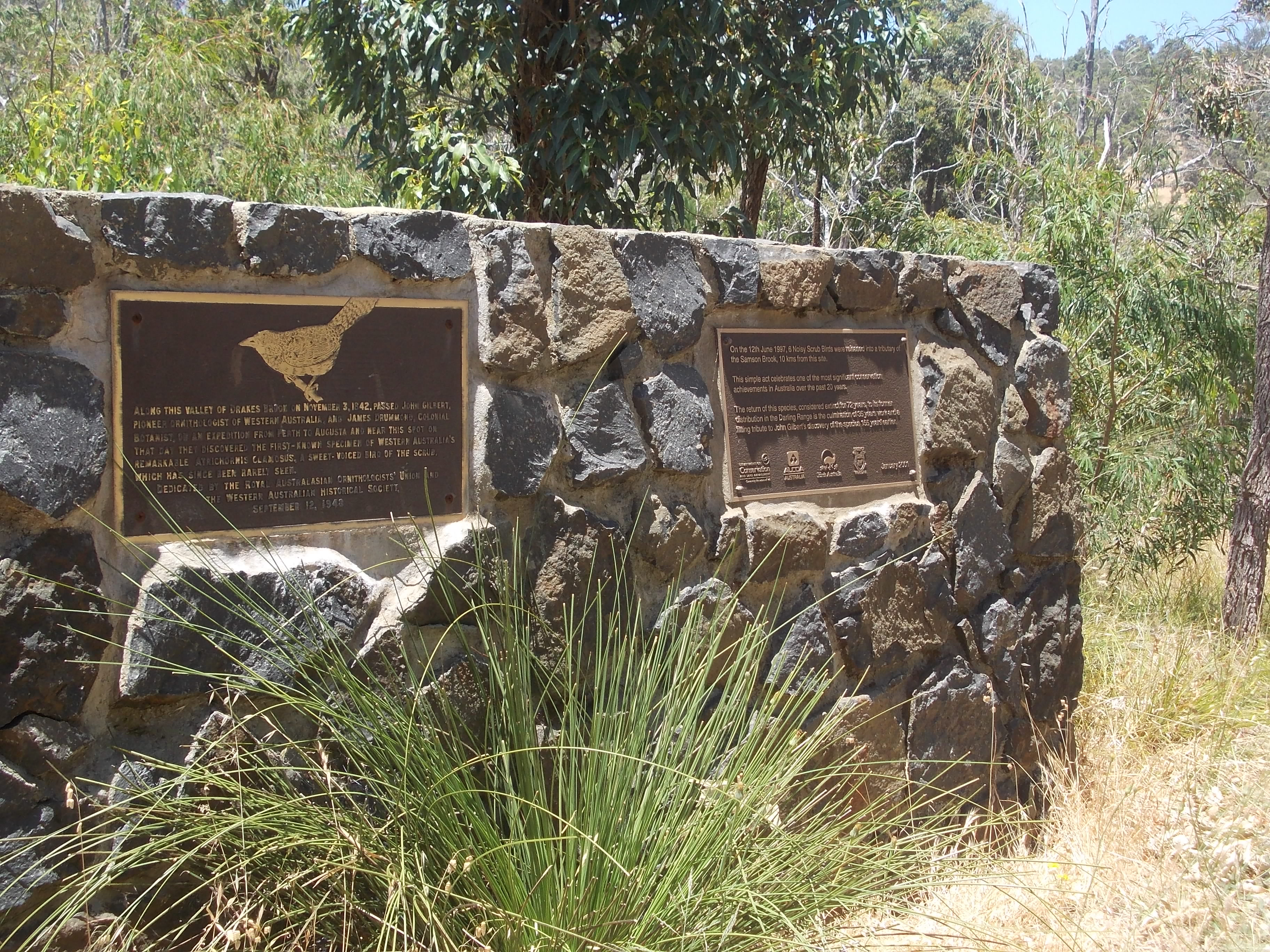
Memoriale alla specie a Waroona.

L'uccello dei cespugli chiassoso fu scoperto nel 1842 da John Gilbert, collaboratore del celebre esploratore John Gould: dopo la descrizione scientifica della specie, sono stati trovati solo pochi esemplari di questi uccelli, tutti sesso maschile, e mancando avvistamenti già dal 1889 si credette che la specie si fosse estinta.

Dalla fine del 1961, tuttavia, presso Albany, venne avvistato a più riprese un maschio in un'area dove era stata pianificata l'espansione urbana, che venne immediatamente arrestata dal governo dell'Australia Occidentale. Ulteriori avvistamenti si ebbero nel biennio 1967-1968, quando vennero osservati anche nidi con uova.
Attualmente la specie è molto rara (si stimano 695 individui totali, di cui 278 maschi, il che rende questi passeriformi i più rari d'Australia) e diffusa in un areale estremamente limitato (circa 45 chilometri quadrati): a dispetto degli importanti sforzi fatti per la sua conservazione, l'uccello dei cespugli chiassoso è in decremento numerico, tanto che nel 2012 l'IUCN ha riclassificato la specie da Vulnerabile a in pericolo.
Fra i motivi di tale diminuzione vi sono gli incendi dolosi incontrollati (la specie è sì dipendente dai cicli naturali dei bushfires, ma è al contempo molto esigente in termini ambientali e colonizza solo le zone in ripresa dopo gli incendi), la predazione da parte dei carnivori introdotti, l'alterazione dell'habitat (il fungo Phytophthora cinnamomi ha un effetto devastante sulle foreste australiane) ed anche l'impoverimento del pool genico a causa dell'esiguità numerica. Le campagne di loro protezione si sono sempre basate sull'eradicazione dei predatori, il trasferimento in aree controllate e l'acquisizione di dati, ma tali azioni hanno quasi sempre dato scarso riscontro in virtù delle esigenze di questi uccelli in termini di habitat.